# Franciszek Plocek
Franciszek Plocek, ps. Słowik (ur. 31 października 1894 w Łodzi, zm. 23 października 1980 tamże) – polski działacz niepodległościowy, rolnik, polityk, poseł na Sejm III kadencji i senator w II RP, członek Rady Głównej  Centralnego Towarzystwa Organizacji i Kółek Rolniczych od 1934 roku.

## Życiorys

### Wykształcenie
Ukończył cztery klasy szkoły średniej w Łodzi, miesięczny kurs rolniczy w Liskowie i kurs podoficerski.

### Działalność niepodległościowa
Od 1913 roku był członkiem konspiracyjnej organizacji Drużyny Strzeleckie, od 1914 roku działał w Narodowym Związku Chłopskim, w 1915 roku był współorganizatorem POW w powiecie łódzkim (był w niej komendantem sekcji, plutonu i organizacji lokalnej w Retkini), również w Retkini w 1916 roku współorganizował PSL i OSP, w 1918 roku uczestniczył w akcji rozbrajania Niemców, a następnie służył w Wojsku Polskim: w latach 1919–1920 brał udział w wojnie polsko-bolszewickiej: w 28. pułku piechoty, następnie w Sekcji Propagandy przy Oddziale II Sztabu DOG Łódź, w końcu 1920 roku jako plutonowy w 201. i 202. pułku piechoty na froncie. Został zdemobilizowany w grudniu 1920 roku.

### Praca zawodowa i polityczna
Powrócił do pracy na roli, został komendantem OSP w Retkini, zastępcą przewodniczącego gminnego komitetu WFPW (Wychowania Fizycznego i Przysposobienia Wojskowego) i prezesem komitetu budowy „Domu Ludowego” w Retkini.
Był członkiem rady gminnej gminy Brus, członkiem dozoru szkolnego, skarbnikiem i prezesem łódzkiej Rady Okręgowej Towarzystwa Organizacji i Kółek Rolniczych, a poprzez tę ostatnią funkcję również członkiem władz centralnych tego Towarzystwa. Ponadto był członkiem wydziału powiatowego, rady wojewódzkiej oraz zarządu łódzkiej Izby Rolniczej.
Politycznie był związany z BBWR.
W 1930 roku został wybrany posłem na Sejm III kadencji (1930–1935) z listy nr 1 (BBWR) w okręgu wyborczym nr 14 (Łódź). W kadencji tej pracował w komisji reform rolnych.
W 1935 roku został senatorem IV kadencji (1935–1938) z województwa łódzkiego. Pracował w komisjach: gospodarczej, rolnej i skarbowej, w której był sekretarzem.

### II wojna światowa i po wojnie
W czasie II wojny światowej był członkiem ZWZ-AK. Został aresztowany w 1942 roku przez Niemców i był więziony przez trzy miesiące, a następnie wysiedlony do Generalnego Gubernatorstwa.
Po wojnie należał do Stronnictwa Ludowego: był wiceprezesem zarządu wojewódzkiego w Łodzi, członkiem Rady Naczelnej (zostały wybierany 15 stycznia 1946 roku i ponownie 30 września 1948 roku).
W 1954 roku został skreślony z listy członków Zjednoczonego Stronnictwa Ludowego, w 1957 roku jego członkostwo w tej partii przywrócono.
Pracował jako rolnik do 1965 roku.

### Życie prywatne
Był synem Franciszka i Antoniny. Ożenił się z Walerią Kabzą. Synowie Gabriel i Zdzisław, córka Aleksandra.
Pochowany na cmentarzu katolickim parafii Najświętszego Serca Jezusowego w Łodzi (kwatera II, grób 737). 

## Ordery i odznaczenia
- Krzyż Niepodległości (24 maja 1932)[6]
- Krzyż Kawalerski Orderu Odrodzenia Polski (27 listopada 1929)[7]
- Krzyż Walecznych (dwukrotnie)
- Srebrny Krzyż Zasługi (22 lipca 1949)[8]
- Brązowy Krzyż Zasługi
- Krzyż Legionowy
- Odznaka pamiątkowa Polskiej Organizacji Wojskowej

## Upamiętnienie
Od 2007 roku w Łodzi, na Retkini (pomiędzy ulicą Pienistą a ulicą Maratońską), istnieje ulica Franciszka Plocka.